# Olifantenpad

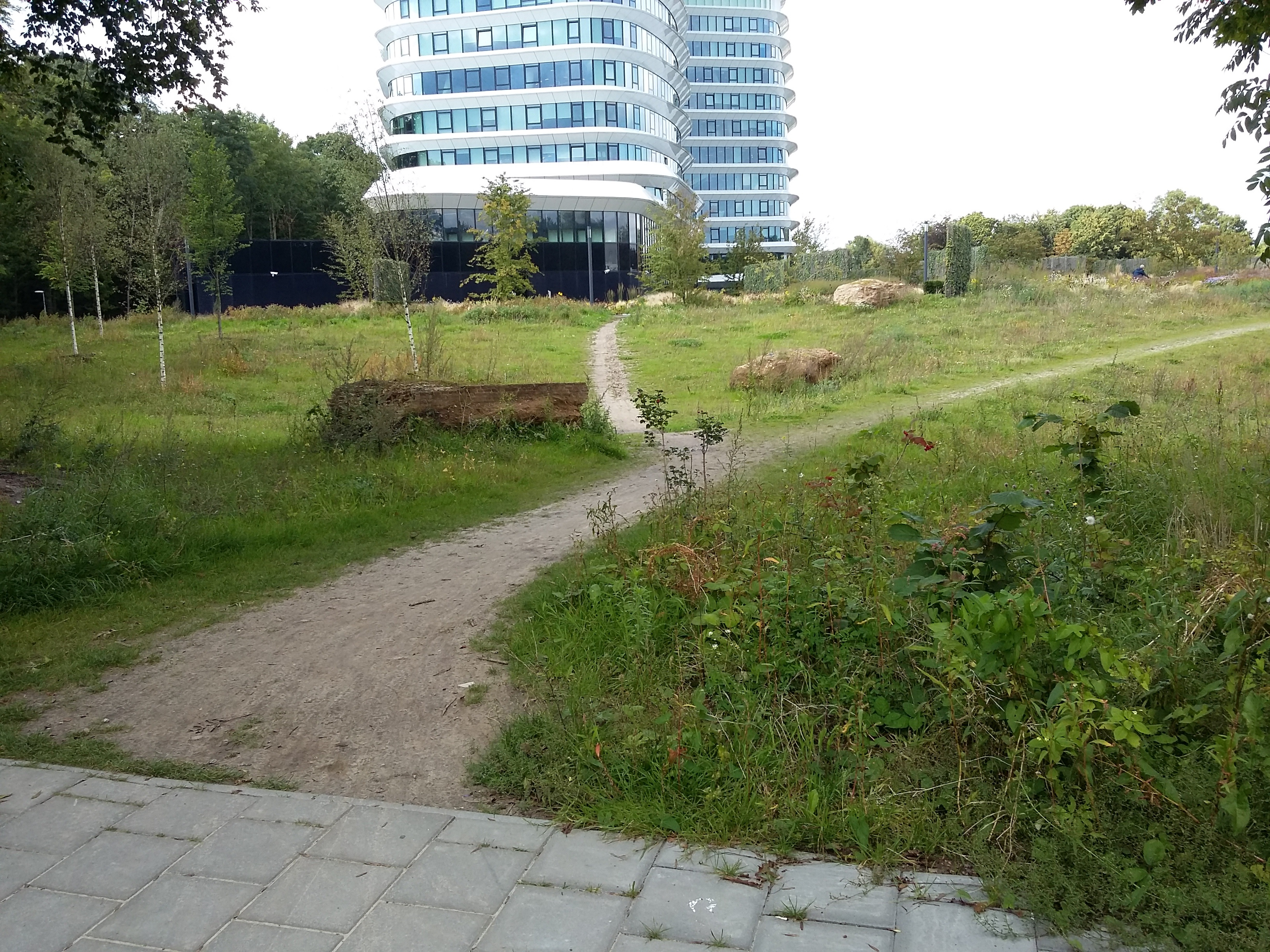
Een olifantenpad om de achteringang van een kantoorgebouw te bereiken

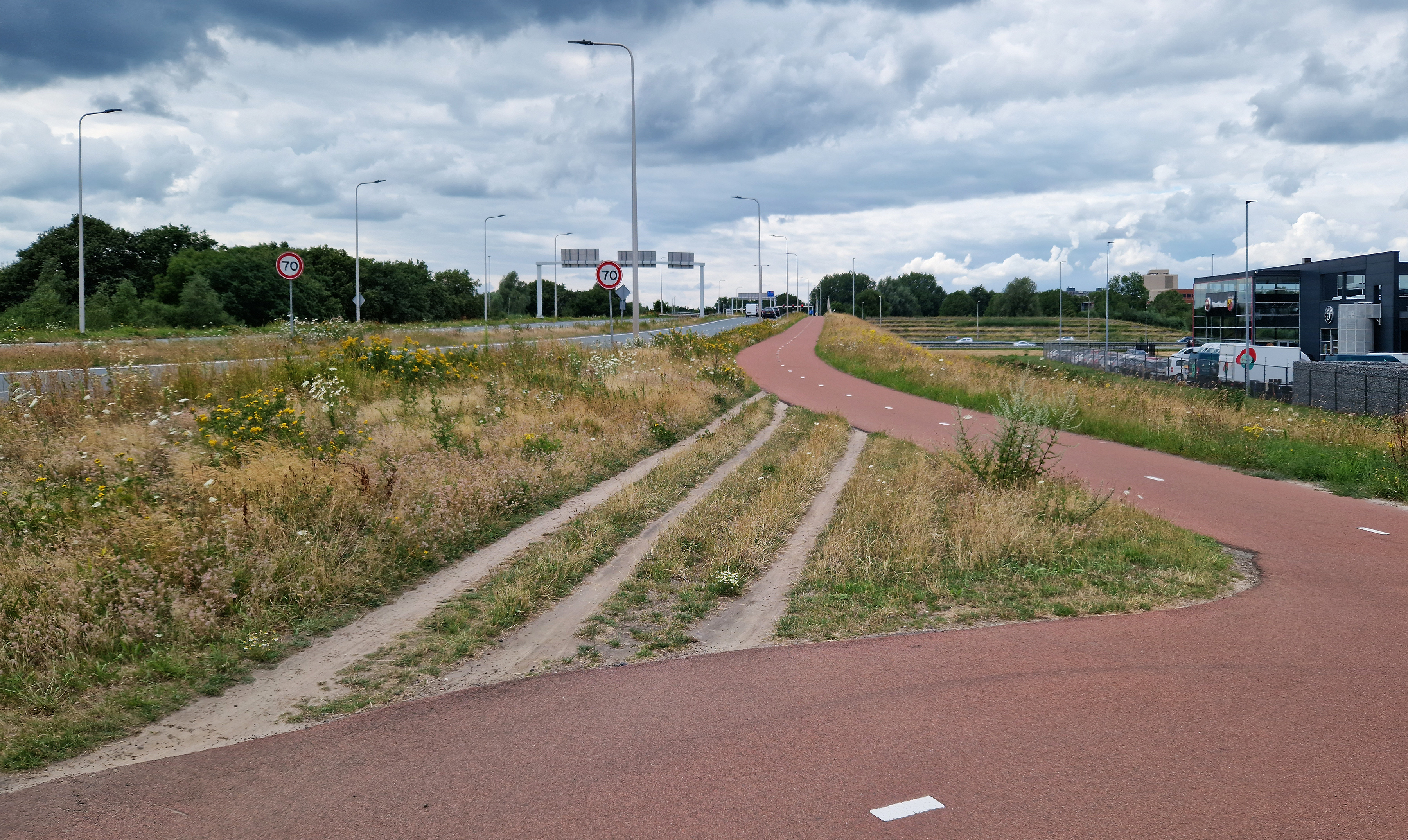
Drie olifantenpaden naast elkaar om een bocht af te snijden.

Een olifantenpad of olifantenpaadje (Frans: chemin de l’âne, Engels: desire line of desire path, Duits: Trampelpfad) soms ook wel afstekertje genoemd is een niet-officieel fiets- of wandelpad dat bedoeld en onbedoeld door gebruikers van de reguliere fiets- en wandelpaden in de loop van de tijd wordt gecreëerd. Meestal ontstaat een dergelijk pad in een stuk groen, om zo een stuk van de officiële geplande route af te kunnen snijden.
Olifantenpaden ontstaan doordat meerdere wandelaars of fietsers afzonderlijk van elkaar op dezelfde manier een route kiezen, die de officiële route afsnijdt. Wanneer zich eenmaal een zichtbaar spoor heeft gevormd, volgen meer mensen het spoor en ontstaat er een pad. Slechts vijftien wandelaars of fietsers zijn al genoeg om zo'n beginnend spoor te vormen. Het blijkt dat olifantenpaden vooral voorkomen wanneer gebruikers hun bestemming in zicht krijgen. Verder zijn olifantenpaden nooit langer dan de officiële route. In stedelijk gebied zijn olifantenpaadjes niet altijd zichtbaar vanwege de verharde ondergrond. De breedte en mate waarin het pad is uitgesleten is een indicatie van hoe vaak de route gebruikt wordt. Soms worden olifantenpaden na verloop van tijd geplaveid. 
Een mooi voorbeeld daarvan is het "Limbopad" op de TU/e in Eindhoven, de kortste weg door een grasveld, tussen het hoofdgebouw en  Eindhoven-Centraal. Toegedicht aan Limburgse studenten die 's middags de eerst beschikbare trein naar huis namen. Het is nu al jarenlang een officieel voet/fietspad, maar de naam bleef.

## Naam
Olifantenpaadjes zijn vernoemd naar de typische eigenschap van olifanten om altijd de kortste weg te kiezen, waardoor een zichtbaar pad in de begroeiing wordt uitgesleten. Doordat mensen identiek gedrag vertonen, ontstaan overal waar zij zich begeven vergelijkbare paden.
De term 'olifantenpaadjes' heeft pas echt bekendheid vergaard met de promotie van het boek Olifantenpaadjes, op 11 mei 2011 in het populaire VARA-programma De Wereld Draait Door. Hierin presenteerden fotograaf Jan Dirk van der Burg en bioloog Maarten 't Hart een fotoboek over het gelijknamige verschijnsel. Maarten 't Hart, die al decennialang is gefascineerd door olifantenpaadjes, verzorgde het voorwoord in het fotoboek.

## Toepassing in de planologie

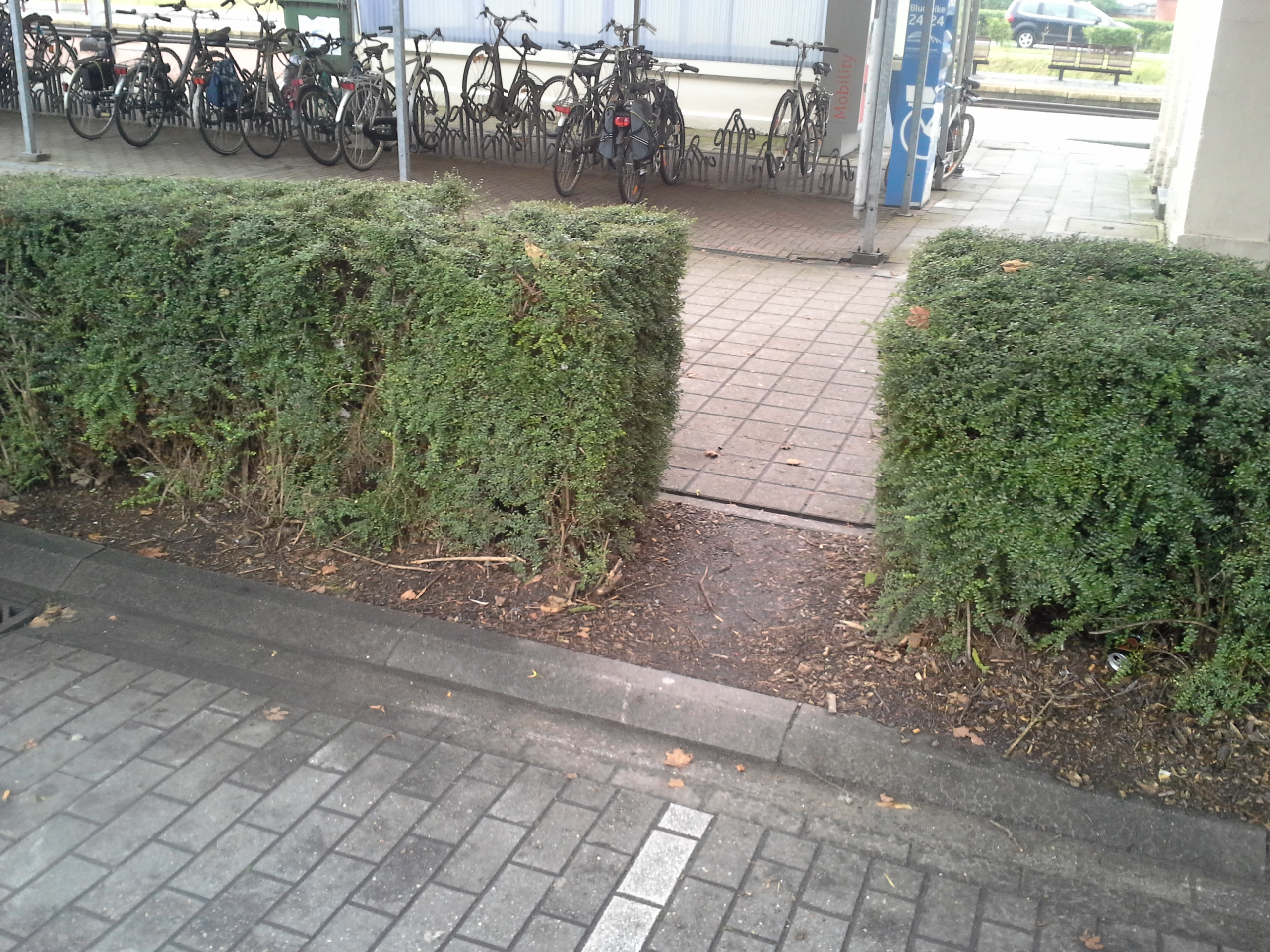
Olifantenpad bij Station Asse in België. De hovenier is kennelijk rekening gaan houden met het pad.

Olifantenpaden kunnen een goede richtlijn zijn voor het plannen van nieuwe wandelpaden. Een manier om dit te doen is door nadat het gesneeuwd heeft de voetsporen van de wandelaars in kaart te brengen. De wandelaars volgen immers vanzelf de meest praktische route als de paden door de sneeuw niet meer zichtbaar zijn. Deze methode kan ook gebruikt worden als een plein omgebouwd gaat worden tot park.

### Voorbeelden
- In het Yosemite National Park worden olifantenpaden gebruikt om nieuwe wandelroutes uit te stippelen.
- Toen eind jaren zestig het campusterrein van de Universiteit van Oregon werd herontworpen, werd gekozen voor een bijzondere oplossing. De grond werd geëgaliseerd en bezaaid met gras. Na verloop van tijd ontstonden olifantenpaden die vervolgens geplaveid werden.

## Olifantenpad als metafoor
De term olifantenpad wordt ook als metafoor gebruikt voor pragmatische oplossingen om (opgelegde) beperkingen te omzeilen, die na verloop van tijd door steeds meer mensen worden gevolgd. Zo ook in het gebruik van software. Een voorbeeld hiervan is het gebruik van hashtags in de sociale media. Steeds meer mensen gingen deze gebruiken en na verloop van tijd werd de hashtag als officiële toepassing geïntegreerd.

## Olifantenpad als antoniem van geitenpad
Waar een olifantenpad het gemak van de mens dient, doet het bewandelen van een geitenpaadje dat juist niet. Een geitenpaadje is een smal, voor mensen slecht begaanbaar of gevaarlijk pad waarover geiten gewoon zijn te lopen. Geitenpaadjes hebben een tijdelijk karakter of zijn niet altijd herkenbaar als pad. Zo kan hoogstaand gras zijn platgetreden, maar het is niet uitgesleten zoals bij een olifantenpad het geval is. Metaforisch wordt het begrip gebruikt voor een niet ideaal alternatief om uit een politieke impasse te komen.